# Lloyd Alexander
Lloyd Chudley Alexander (ur. 30 stycznia 1924 w Filadelfii, zm. 17 maja 2007 w Drexel Hill w Upper Darby Township) – amerykański pisarz fantasy, autor ponad 40 powieści, skierowanych głównie do dzieci i młodzieży, z których najbardziej znany jest cykl Kroniki Prydainu (ang. The Chronicles of Prydain).

## Życiorys
Po okresie służby w armii oraz w placówce kontrwywiadu we Francji podczas II wojny światowej, Lloyd Alexander powrócił do Stanów Zjednoczonych w 1947 roku, wraz z poznaną w Paryżu żoną, Janine Denni (zm. 2007). Przez pewien czas pracował w agencjach reklamowych i jako rysownik. Swoją pierwszą książkę, And Let The Credit Go, opublikował w 1955 roku. Pewną popularność przyniosła mu powieść dla dzieci Time Cat: The Remarkable Journeys of Jason and Gareth z 1963 roku. Rok później ukazała się Księga trzech (ang. The Book of Three), pierwsza księga cyklu Kroniki Prydainu (ang. The Chronicles of Prydain). Kolejne to: The Black Cauldron (1965), The Castle of Llyr (1966), Taran Wanderer (1967) oraz The High King (1968, nagrodzona Medalem Johna Newbery'ego w roku następnym), uzupełnione wydanym w 1973 roku zbiorem opowiadań The Foundling and Other Tales of Prydain oraz dwoma zbiorami rysunków. Na kanwie dwóch pierwszych książek cyklu powstał w Walt Disney Pictures film animowany Taran i magiczny kocioł (1985).
Poza tym Alexander był autorem trylogii Westmark, składającej się z powieści Westmark (1981, National Book Award w 1982 roku), The Kestrel (1982) oraz The Beggar Queen (1984), cyklu o przygodach Vesper Holly: The Illyrian Adventure (1986), The El Dorado Adventure (1987), The Drackenberg Adventure (1988), The Jedera Adventure (1989), The Philadelphia Adventure (1990) i The Xanadu Adventure (2005) i wielu innych utworów. Za The Marvelous Misadventures of Sebastian otrzymał w 1971 roku National Book Award. Ostatnią jego powieścią była The Golden Dream of Carlo Chuchio, opublikowana w 2007 roku. 
Zmarł na raka w swym domu w Drexel Hill w stanie Pensylwania 17 maja 2007 roku, w miesiąc po śmierci swej żony.